# الحرب الأهلية اللبنانية
الحرب الأهليّة اللّبنانيّة هي حربٌ أهليّةٌ متعدّدة الأصعدة وقعت في لبنان واستمرّت بين عامي 1975 و1990، وقد أسفرت عن مقتل حواليْ 120 ألف شخص. وكان في عام 2012 ما يقرب من 000 76 شخص لا يزالون مشرّدين داخل لبنان علاوة على ما يزيد عن مليون شخص نازح.
كان لبنان متعدّد الطّوائف قبل الحرب، حيث مثّل المسلمون السّنّة والمسيحيّون الأغلبيّة في المدن السّاحليّة، بينما كان المسلمون الشّيعة مستقرّين أساسًا في الجنوب ووادي البقاع إلى الشرق، والدروز والمسيحيّون الأغلبيّة في الجبال.
وسياسيّا، كانت النّخب المارونيّة تسيطرعلى الحكومة اللّبنانيّة، حيث عمل الانتداب الفرنسي في الفترة بين عاميْ 1920 وعام 1943 على تقويّة تدخّل الطّائفيّة في السّياسة ودفع إلى تركيز هيكل برلماني يسمح بتعزيز نفوذ المسيحيين داخله .وعلى العكس من ذلك، كان المسلمون يمثّلون أغلبيّة السّكان، وقد تسبّب إنشاء دولة إسرائيل إلى نزوح مئات الآلاف من اللّاجئين الفلسطينيين إلى لبنان بين عامي 1948 و1967 مُؤدّيًا إلى اختلال التّوازن الدّيموغرافي لصالح المسلمين. زد على ذلك، مثّلت الحرب الباردة عامل تفتيت على لبنان، الّذي كان مرتبطًا ارتباطًا وثيقًا بحالة الاستقطاب التي سبقت الأزمة السّياسية في عام 1958، منذ انحياز المارونيون إلى جانب الغرب، وانحيازالمجموعات اليساريّة والعربيّة إلى جانب بقيّة الدّول العربية القريبة ايديلوجيًّا آنذاك من الاتّحاد السوفياتي.
بدأ القتال بين الموارنة والفصائل الفلسطينيّة (المتكوّنة أساسًا من منظمة التحرير الفلسطينيّة) في عام 1975، ثم سريعًا ما شكّلت الجماعات اليساريّة والعربيّة والإسلاميّة اللبنانيّة تحالفا مع الفلسطينيين. وكانت التّحالفات تعاود التشكّل خلال فترة القتال بسرعة وبشكل يصعب التنبّؤ به. علاوة على ذلك، شاركت القوى الأجنبيّة، مثل الكيان الإسرائيلي وسوريا، في الحرب وحاربت إلى جنب فصائل مختلفة. هذا إضافةً إلى تمركز بعض قوات حفظ السّلام، مثل القوة المتعدّدة الجنسيّات في لبنان وقوة الأمم المتّحدة المؤقّتة في لبنان.
ومثّل اتّفاق الطّائف لعام 1989 بداية نهاية القتال. ففي شهر ينايرمن ذاك العام، عيّنت جامعة الدول العربية لجنة وأسندت إليها مسؤوليّة صياغة تصوّرات لحلّ النّزاع. ثمّ في مارس 1991، سنّ البرلمان الّلبناني قانونا للعفو العام يعفوعن جميع الجرائم السياسيّة الّتي سبقت سنِّه. في مايو 1991، حُلّت الميليشيات، باستثناء حزب الله، في حين بدأت القوات المسلّحة اللبنانية في إعادة بناء نفسها ببطء باعتبارها المؤسسة الوحيدة غير الطائفية في لبنان وذلك رغم تواصل التّوترات الدّينية بين السّنة والشّيعة بعد الحرب.

## أسباب الحرب
كانت للحرب الأهلية أسباب عدة بعضها سياسي وبعضها اقتصادي

### أسباب سياسية
اعتبرت أزمة 1958 بمثابة التهيئة للحرب الأهلية، ومن ثم بدأ التصادم المسلح بين الجيش اللبناني والمقاومة الفلسطينية في عام 1973، وظهور حلف ماروني في مواجهة المقاومة الفلسطينية وتكوين مليشيات ورفض لبنان لقرارات مؤتمر القمة العربية في شأن الفلسطينين

### أسباب اقتصاديّة
تمركز جميع المصالح الاقتصادية في العاصمة بيروت، بينما تردي الأوضاع الاقتصادية والاجتماعية في جنوب لبنان والهيكل الاقتصادي اللبناني بتقسيماته القطاعية واختلال توزيعاته الجغرافية ارتبط إلى حد كبير بالاعتبارات الطائفية والسطوة السياسية، والذي أسهم إلى حد كبير في فداحة الخسائر التي مني بها لبنان

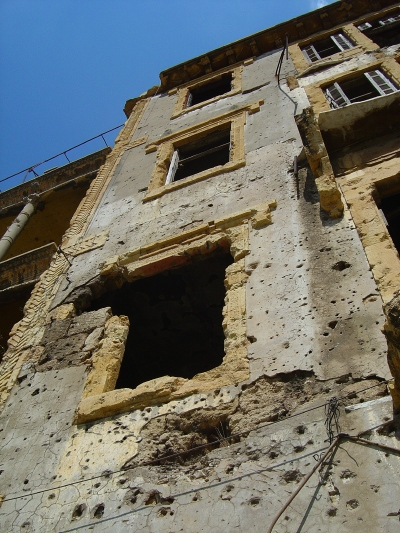
صورة لمبنى في بيروت مدمر جزئيا إثر الحرب الأهلية اللبنانية، والمبنى ما زال كما هو حتى وقت التقاط الصورة عام 2004

## بداية الحرب
يختلف في تاريخ بدء الحرب، لكن يتفق الكثيرون أنها بدأت في 13 أبريل 1975 حيث كان هناك محاولة فاشلة لاغتيال الزعيم الماروني بيار الجميل قام بها مسلّحون وأدّى إلى مقتل مرافقه جوزيف أبو عاصي، أنطوان ميشال الحسيني، وردّاً على هذه الحادثة حصلت حادثة عين الرمانة التي هوجمت فيها إحدى الحافلات المدنية وكان يتواجد فيها ركاب فلسطينيين ولبنانيين مما أدى إلى مصرع 27 شخص.

## أطراف الصراع
الأطراف كانت تتقاتل ضمن محاور دينية وسياسية، هذه الأطراف تمثلت في المسيحيين الموارنة، الشيعة، السنة، والدروز، منظمة التحرير الفلسطينية، والإسرائيليون وكذلك الجيش السوري وأطراف أخرى متفرقة. في البداية كانت هناك 3 جبهات رئيسية:
1. الجبهة اللبنانية بزعامة كميل شمعون. هذا الفصيل كان يهيمن عليه المسيحيون الموارنة. وسرعان ما حصلوا على المعونة من سوريا ثم من إسرائيل لاحقاً. كانت للميليشيا التابعة للجبهة المسماة القوات اللبنانية بقيادة بشير الجميل دور أساسي في الحرب.
2. مجموعات الحركة الوطنية اللبنانية بقيادة كمال جنبلاط، السياسي الدرزي البارز.
3. منظمة التحرير الفلسطينية بجميع قواها وأطيافها والتي تحالفت مع الحركة الوطنية اللبنانية.[21]

حيث كان الاقتتال في بداية الأمر ما بين الجبهة اللبنانية وتحالف الحركة الوطنية اللبنانية مع منظمة التحرير الفلسطينية. بشكل عام لم تكن أطراف الصراع في لبنان متمايزة تماما وكانت التحالفات تتغير خلال الحرب وفي خضم الأحداث كانت أطراف الصراع كالتالي:
| - الجيش اللبناني - القوات اللبنانية - حزب الكتائب اللبنانية - حزب الوطنيين الأحرار | - منظمة التحرير الفلسطينية - الحركة الوطنية اللبنانية - الحزب التقدمي الاشتراكي - إسرائيل | - سوريا - الولايات المتحدة الأمريكية - حركة أمل - الحزب السوري القومي الاجتماعي |

### اشتراك الأقباط
لمح الرئيس المصري محمد أنور السادات في خطبة له إلى أن أقباط مصر حاربوا إلى جانب حزب الكتائب في الحرب الأهلية اللبنانية،
وقال أنه تلقّى هذه المعلومة بصفة شخصية من اتصالاته مع قائد من منظمة التحرير الفلسطينية وقال إن قوات منظمة التحرير الفلسطينية ألقت القبض على ثلاث أقباط. وفي تقرير للاستخبارات نشر في جريدة الحزب الديموقراطي الإسبوعية عام 1981 ذكرت السلطات المصرية نفسها أنهم لم يستطعوا إثبات اشتراك الأقباط بالحرب اللبنانية.
كما تردد تدريب الأقباط على الأسلحة في معسكرات القوات اللبنانية. يقول الناشط القبطي اللبناني إدوارد البباوي أن الأقباط لم يُكَوِّنوا أيّة تنظيمات سياسية أو فصيل عسكري في الحرب الأهلية وفي حال مشاركة أقباط في الحرب إلى جانب الأحزاب المسيحية فهي كانت أعمال فردية لم تكن الطائفة تشجعها.

## خط زمني لأهم أحداث الحرب
| السنة | اليوم           | الحدث                                                  | الطرف الأول                                                                             | الطرف الثاني                                          | النتيجة |
| ----- | --------------- | ------------------------------------------------------ | --------------------------------------------------------------------------------------- | ----------------------------------------------------- | --- |
| 1975  | 13 نيسان        | حادثة عين الرمانة                                      | حزب الكتائب                                                                             | منظمة التحرير الفلسطينية الحركة الوطنية اللبنانية     | قيام المقاتلين المسيحيين اللبنانيين باغتيال ما يقرب من خمسين شاباً فلسطينياً كانوا متجهين في رحلة إلى إحدى المناطق السياحية في لبنان واندلاع الحرب الاهلية اللبنانية                                         |
| 1977  |                 | محاولة وقف الحرب عربياً                                 | الجبهة الوطنية                                                                          | اليسار اللبناني ومنظمة التحرير الفلسطينية             | دخول قوات الردع العربية |
| 1977  | 16 آذار         | اغتيال قائد الحركة الوطنية المعلم كمال جنبلاط          | سوريا                                                                                   | الحركة الوطنية والحزب التقدمي الاشتراكي               | غضب لبناني عربي إسلامي وحدوث مجازر بالمسيحيين |
| 1978  | 14 آذار         | الاجتياح الإسرائيلي                                    | الفلسطينيين، اليسار اللبناني والقوى الوطنية                                             | الجيش الإسرائيلي جيش لبنان الجنوبي                    | احتلال إسرائيل للجنوب اللبناني |
| 1979  |                 | معارك توحيد البندقية                                   | الكتائب                                                                                 | الأحرار، المردة، الأرمن                               | سيطرة بشير الجميل على المناطق المسيحية وتأسيس القوات اللبنانية |
| 1981  |                 | معركة زحلة                                             | القوات اللبنانية                                                                        | القوات السورية وحلفاؤها                               | خروج الجيش السوري من زحلة |
| 1982  | 6 حزيران        | الاجتياح الإسرائيلي الثاني                             | اليسار اللبناني والقوى الوطنية اللبنانية والفلسطينيون                                   | الجيش الإسرائيلي، جيش لبنان الجنوبي، القوات اللبنانية | خروج منظمة التحرير من لبنان بعد مقاومة عنيفة للإسرائيليين واستلام الكتائب السلطة بعد اختيار إسرائيل لبشير الجميل ليكون رئيس الجمهوربة                                                                      |
| 1983  |                 | حرب الجبل                                              | الدروز والفلسطينيون واليسار اللبناني                                                    | حزب القوات اللبنانية                                  | تهجير المسيحيين من الجبل |
| 1984  | 6 شباط          | انتفاضة 6 شباط 1984                                    | حركة امل، اليسار اللبناني والقوى الوطنية اللبنانية                                      | القوات اللبنانية                                      | بروز دور لحركة أمل بقيادة نبيه بري |
| 1985  | 12 آذار         | انتفاضة الاتفاق الثلاثي                                | القوات اللبنانية                                                                        | رئيس الجمهورية والكتائب                               | سيطرة القوات اللبنانية على المناطق المسيحية |
| 1985  | آذار            | سحق المرابطين                                          | حركة أمل، الحزب التقدمي الاشتراكي، الحزب الشيوعي اللبناني                               | المرابطون                                             | تم سحق المرابطين والقضاء على تنظيمهم نهائياً في غضون أربع ساعات. |
| 1985  |                 | حرب العلم                                              | الحزب الاشتراكي والحزب الشيوعي ومنظمة العمل الشيوعي و7 فصائل فلسطينية من ضمنها حركة فتح | حركة أمل                                              | دخول القوات السورية بيروت. |
| 1985  | 9 أيار          | انتفاضة حبيقة                                          | حبيقة في القوات اللبنانية                                                               | جعجع في القوات اللبنانية                              | الاتفاق الثلاثي |
| 1986  | كانون الثاني    | انتفاضة سمير جعجع                                      | ايلي حبيقة في القوات اللبنانية                                                          | سمير جعجع في القوات اللبنانية                         | إلغاء الاتفاق الثلاثي |
| 1986  |                 | حرب الستة أيام                                         | الحزب الاشتراكي والحزب الشيوعي اللبناني                                                 | حركة أمل                                              | عودة الجيش السوري إلى بيروت الغربية ودعم أمل بعد سيطرة الحزب الاشتراكي على معظم بيروت وخروج أمل منها. |
| 1988  |                 | حرب الأخوة                                             | حركة أمل                                                                                | حزب الله                                              | أبرز ما جاء في هذه الحرب تقسيم المناطق الشيعية إلى مناطق حزب الله المدعوم من إيران: بعلبك-الهرمل-الضاحية الجنوبية-النبطية ومناطق حركة أمل المدعومة من سوريا: صور-الزهراني-الأحياء الشيعية في بيروت-مرجعيون |
| 1989  | 14 آذار         | حرب التحرير                                            | الجيش اللبناني بقيادة الجنرال ميشال عون                                                 | السوريون والدروز والشيوعييون والفلسطينيون             | |
| 1990  | 31 كانون الثاني | حرب الإلغاء                                            | الجيش اللبناني                                                                          | القوات اللبنانية                                      | رغبة عون بالوصول إلى سدة الرئاسة، وكان شرط حافظ الأسد يومذاك أن يقضي عون على حزب القوات اللبنانية.[ما هي؟]                                                                                                 |
| 1990  | 13 تشرين الأول  | احتلال قصر بعبدا الرئاسي من قبل السوريين بتفويض أمريكي | الجيش اللبناني بقيادة الجنرال ميشال عون                                                 | القوات السورية                                        | سيطرة سوريا على لبنان وإبعاد العماد ميشال عون إلى المنفى في فرنسا. |

## المرحلة الأولى 1975-1977

### المجازر والاقتتال الطائفي
سبقت الأحداث الدامية العديد من الإشكاليات التي هيّأت للحرب. فعام 1969، اقتتل الجيش اللبناني مع المسلحين الفلسطينيين والتي أدّت إلى الاعتراف بحق الفلسطينيين بامتلاك السلاح على الأرض اللبنانية من خلال ما عرف باتفاق القاهرة. في عام 1975، خرجت اضطرابات مختلفة في لبنان كان أخطرها مظاهرة الصيادين في صيدا والتي أدت إلى مقتل معروف سعد. والعديد من المناوشات بين المسيحيين والفلسطينيين في مناطق مخيم تل الزعتر والكحالة. كما قام الفلسطينيين بالعديد من الأعمال الفدائية ضد إسرائيل مما جعل العالم يعتبر لبنان مرتعا للإرهابيين.
أما الشرارة الحقيقية لبدء الحرب الأهلية اللبنانية كانت في 13 أبريل 1975 عندما قام مجهولون بمحاولة اغتيال بيار الجميل رئيس حزب الكتائب الذي نجى من المحاولة ولقي أربعة أشخاص حتفهم في المحاولة، اثنين منهم حراس شخصيين لجميّل. ردّت ميليشيات حزب الكتائب على محاولة الاغتيال بالتعرض لحافلة كانت تقل أعضاء من الجبهة الشعبية لتحرير فلسطين - القيادة العامة إلى مخيم تل الزعتر مروراً بمنطقة عين الرمانة. أدّى الكمين الذي نصبه مقاتلوا حزب الكتائب إلى مقتل 27 فلسطينياً. سميت الحادثة بحادثة البوسطة والتي كانت بمثابة الشرارة لبدء القتال في كل أنحاء البلاد. بانتشار الخبر، سرعان ما اندلعت الاشتباكات بين الميليشيات الفلسطينية والكتائبية في أنحاء المدينة.
في 6 ديسمبر 1975، عُثر على أربعة جثامين لأعضاء من حزب الكتائب فقامت الميليشيات المسيحية بوضع نقاط تفتيش في منطقة مرفأ بيروت وقتلت المئات من الفلسطينيين واللبنانيين المسلمين بناء على بطاقات الهوية (التي كانت آنذاك تدوِّن مذهب حاملها) فيما عرف لاحقاً بالسبت الأسود. أدّت عمليات القتل لاندلاع الاشتباكات على نطاق واسع بين المليشيات. فانقسمت بيروت ولبنان معها، إلى منطقتين عرفتا بالمنطقة الشرقية وأغلبها مسيحيين، والمنطقة الغربية التي كانت مختلطة مع أكثرية إسلامية.

صورة شهيرة لمجزرة الكرنتينا

كانت بيروت الشرقية محاطة بمخيمات الفلسطينين المحصنة مثل منطقة الكرنتينا ومخيم تل الزعتر. في 18 يناير 1976، قامت الميليشيات المسيحية باقتحام منطقة الكرنتينا ذات الأغلبية المسلمة والواقعة تحت سيطرة منظمة التحرير الفلسطينية والتي كان يسكنها أكراد وسوريون وفلسطينيون. قتلت الميليشيات المسيحية 1500 من سكان المنطقة. ردت الميليشيات الفلسطينية بعدها بيومين باقتحام بلدة الدامور المسيحية وقتل المئات من السكان المسيحين. هرب الآلاف من السكان بحراً حيث كانت الطرق مقطوعة. أدّت هاتين الحادثيتين إلى هجرة جماعية للمسلمين والمسيحين حيث لجأ كل منهم إلى المنطقة الواقعة تحت نفوذ طائفته. انقسمت بيروت الشرقية وبيروت الغربية بشكل متزايد إلى بيروت المسيحية والمسلمة.

### التدخل السوري
في يونيو 1976، كانت الميليشيات المارونية على وشك الهزيمة. طالب الرئيس سليمان فرنجية سوريا بالتدخل بحجة أن ميناء لبنان سيغلق وهو مصدر أساسي للمنتجات الواردة إلى سوريا. كان التخوف المسيحي قد نما بعد مجزرة الدامور. ردت سوريا بإنهاء دعمها لجبهة الرفض الفلسطينية وبدأت دعم الحكومة ذات الأغلبية المارونية. الأمر الذي جعل سوريا في نفس صف إسرائيل والتي بدأت بدعم الميليشيات المارونية بالسلاح والدبابات والمستشارين العسكريين في مايو 1976.
بناء على طلب الرئيس، دخلت القوات السورية لبنان واحتلت طرابلس وسهل البقاع متفوقة بسهولة على قوات الحركة الوطنية اللبنانية والميليشيات الفلسطينية. فرضت سوريا حظر التجوال إلا أنه فشل في وقف الاشتباكات. بدعم سوري، استطاعت الميليشيات المسيحية اقتحام دفاعات مخيم تل الزعتر والذي كان تحت حصار وقصف متواصل طوال أشهر. أدى حصار واقتحام المخيم إلى مقتل الآلاف من الفلسطينيين مما أثار غضب العالم العربي ضد سوريا.
في أكتوبر 1976، وافقت سوريا على اقتراح قمة جامعة الدول العربية في الرياض والذي أعطى لسوريا الحق بالاحتفاظ ب 40 ألف جندي هي جوهر قوات الردع العربية التي كانت مهمتها فك الاشتباكات واسترجاع الأمن. كانت عدة دول مشاركة في قوات الردع العربية إلا أنها سرعان ما فقدت الاهتمام منسحبةً وتاركةً الأمور مرة أخرى في يد سوريا. تنتهي الحرب الأهلية رسمياً ويحل الهدوء المؤقت بيروت ومعظم أنحاء لبنان باستثناء منطقة الجنوب حيث تتواجه منظمة التحرير الفلسطينية مع الميليشيا المسيحية التي تدعمها إسرائيل.

### الهدوء الحذر

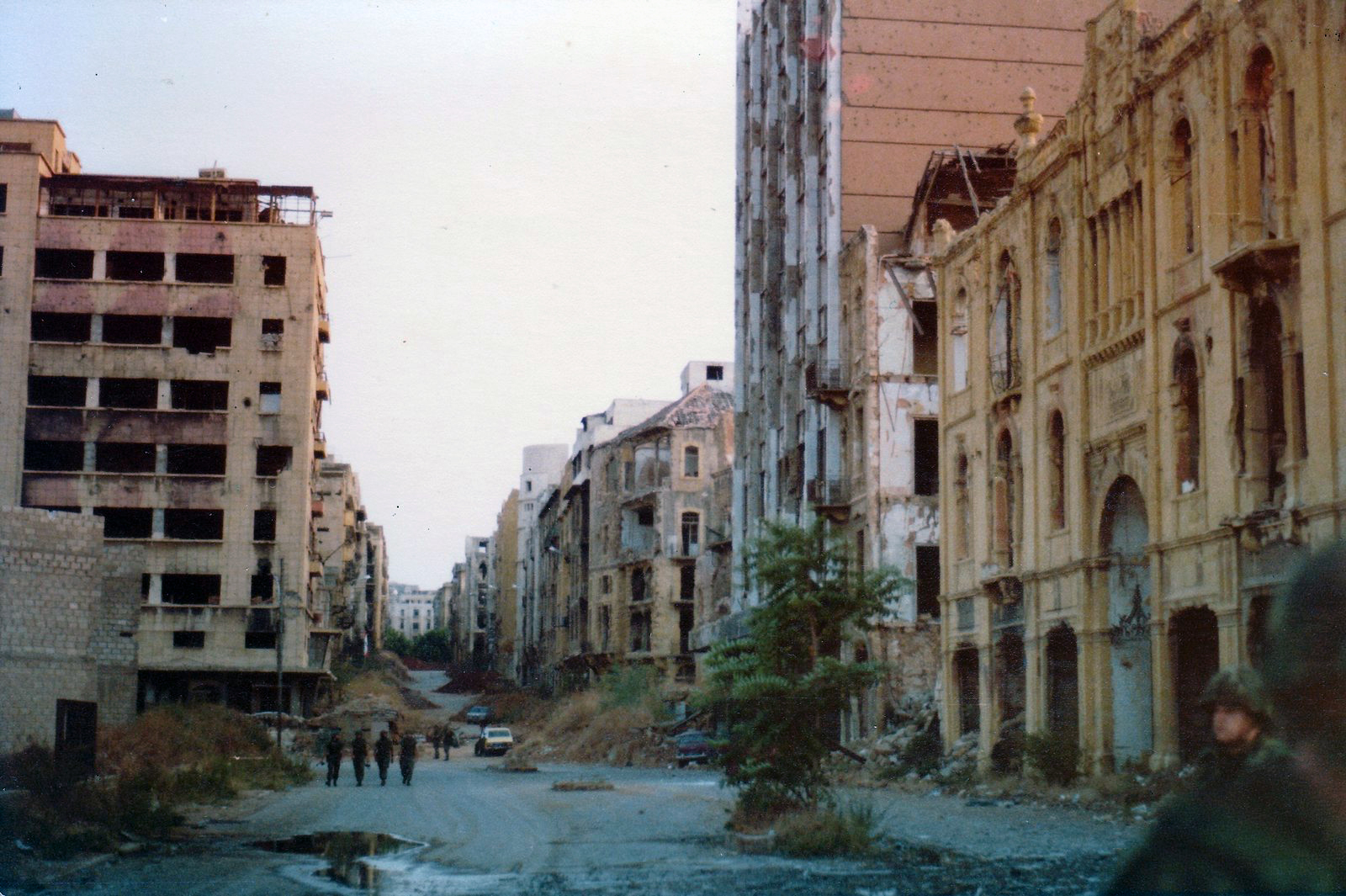
خط الجبهة الفاصل بين المتقاتلين في بيروت 1982

كان لبنان مقسماً حيث كان الجنوب وغرب بيروت تحت سيطرة منظمة التحرير الفلسطينية والميليشيات المسلمة بينما كانت بيروت الشرقية والقسم المسيحي من جبل لبنان تحت سيطرة الميليشيات المسيحية. كان الخط الفاصل بين بيروت الغربية والشرقية يسمى الخط الأخضر.
في 1976 تتحالف الأحزاب والتيّارات المسيحية اليمينية وهي حزب الكتائب بقيادة بيار الجميل، تيار المردة بقيادة سليمان فرنجية، حزب الوطنيين الأحرار بقيادة كميل شمعون، حراس الأرز بقايدة إتيان صقر والتنظيم مكوّنة الجبهة اللبنانية. بينما تتكوّن القوات اللبنانية وهي الجناح العسكري للجبهة اللبنانية من الميليشيات التابعة لتلك الأحزاب ويتولى بشير الجميل نجل بيار الجميل قيادتها

## المرحلة الثانية 1977-1982

### حرب المئة يوم
حرب اندلعت في 1 يوليو 1978 بين القوّات السورية والمليشيا المسيحية بعد أن تعرّض بشير الجميل للتوقيف على حاجز سوري حدثت مواجهات في بيروت الشرقية وخاصة في منطقة الأشرفية التي تعرّضت لقصف شديد من قبل القوات السورية. توقفت المعارك بعد حصول وقف إطلاق نار بين الطرفين وانسحاب السوريين من بيروت الشرقية

### غزو إسرائيل لجنوب لبنان عام 1978
في 14 مارس 1978 قامت القوات الإسرائيلية بغزو جنوب لبنان حتى نهر الليطاني ردّاً على العمليات التي كانت منظمة التحرير الفلسطينية تقوم بها ضد إسرائيل منطلقة من لبنان. الهدف من الغزو كان خلق منطقة عازلة بعرض 10 كيلومترا داخل الأراضي اللبنانية وبطول الحدود اللبنانية - الإسرائيلية. إسرائيل وجدت أن احتلال الأراضي كان سهلا وسرعان ما سيطرت على 10% من جنوب البلاد. مجلس الأمن يصدر قراراً يطالب فيه إسرائيل بالانسحاب من لبنان وينشئ قوات اليونيفل المنوط بها حفظ الأمن في الجنوب.
بحلول مايو 1978 تنسحب إسرائيل من معظم جنوب لبنان باستثناء منطقة تُسمّيها إسرائيل «منطقة أمنيّة» يتراوح عرضها ما بين 4 و 12 كلم على طول الحدود الجنوبية للبنان. تثبت إسرائيل جيش لبنان الجنوبي العميل له بقيادة سعد حداد على طول الحدود. تبقى إسرائيل مسيطرة على المنطقة الحدودية حتى عام 2000 حين تنسحب فجأة تاركة أعضاء جيش لبنان الجنوبي، حيث يفرّ بعضهم إلى إسرائيل ويعتقل حزب الله الباقين منهم ويقدمهم للسلطة اللبنانية حيث تتم محاكمتهم.

### الاقتتال داخل القوات اللبنانية
في يونيو 1978، وإثر مقتل عضو بارز في حزب الكتائب على يد قوات المردة، أرسل بشير الجميل قواته بقيادة سمير جعجع إلى مدينة إهدن لاختطاف طوني فرنجية، قائد ميليشيات المردة وابن الرئيس سليمان فرنجية، لإجباره على تسليم المسؤولين عن مقتل العضو الكتائبي. إلا أن العملية انتهت بمقتل طوني فرنجية وعائلته والمقاتلين التابعين له. سميت الواقعة فيما بعد بمجزرة إهدن. أنهى سليمان فرنجية ارتباط حزبه تيار المردة بالجبهة اللبنانية بعد مقتل ابنه.
في عام 1980، أرسل بشير قواته إلى مدينة الصفرا لقتال داني شمعون، قائد ميليشيا نمور الأحرار الجناح العسكري لحزب الوطنيين الأحرار. تمت العملية بموافقة كميل شمعون والد داني شمعون ورئيس حزب الوطنيين الأحرار والرئيس السابق للجمهورية اللبنانية والذي كان يرى أن قوات ابنه خرجت عن السيطرة. تم القضاء تماماً على ميليشيات النمور فيما سمي بمجزرة الصفرا. لم يتم قتل داني شمعون حيث ذهب ليعيش في بيروت الغربية التي كانت ذات أغلبية مسلمة. أصبح بشير بذلك المسيطر الأوحد على الجبهة اللبنانية.

### الاقتتال بين سوريا والقوات اللبنانية
ما بين يوليو وأكتوبر عام 1978 قام الجيش السوري بمحاصرة بيروت الشرقية معقل القوات اللبنانية فيما سمي بحرب المئة يوم. تم خلال تلك الفترة قصف شديد لبيروت الشرقية وحي الأشرفية ولم ينتهي الحصار والقصف إلا بعد وساطة عربية أدت إلى وقف إطلاق النار. خرج بشير الجميل من تلك الحرب وهو يعتبر نفسه منتصراً.
في عام 1981، تصادمت سوريا مع ميليشيا بشير الجميل مرة أخرى بعد سيطرة القوات اللبنانية على مدينة زحلة. في تلك المعركة، استغاث بشير بإسرائيل فأرسلت طائرات حربية أسقطت مروحيتين سوريتين.

### قصف إسرائيل لبيروت
في 17 يوليو 1981، قصفت الطائرات الحربية الإسرائيلية مبنى مُكوّن من عدة طوابق كان يضم مكاتب لمنظمة التحرير الفلسطينية. بعثة الأمم المتحدة في لبنان قدّرت عدد القتلى ب 300 وعدد المصابين ب 800 مصاب. أدّى القصف إلى استياء دولي وحظر مؤقت لتصدير المنتجات الأمريكية لإسرائيل.

### إسرائيل تخطط للغزو
في أغسطس من عام 1981، أُعيد انتخاب رئيس وزراء إسرائيل مناحيم بيجن لفترة ثانية وفي سبتمبر من نفس العام بدأ بيجن ووزير الدفاع أرئيل شارون التخطيط لغزو لبنان مرة أخرى لطرد منظمة التحرير الفلسطينية. كانت خطة شارون حسب قوله هي «القضاء على البنية التحتية العسكرية لمنظمة التحرير الفلسطينية والقضاء، إذا أمكن، على قيادة المنظمة؛ قد يتطلّب ذلك ضرب بيروت الغربية، حيث مقرات ومراكز قيادة المنظمة».
أراد شارون تأمين وصول بشير الجميل لرئاسة الجمهورية اللبنانية. مقابل مساعدة إسرائيل لبشير، أراد شارون من بشير أن يوقع اتفاقية سلام مع إسرائيل تضمن أمن حدود إسرائيل الشمالية للأبد. في يناير 1982 قابل شارون بشير الجميل على متن سفينة قبالة السواحل اللبنانية وناقشا خطة تقتضي وصول القوات الإسرائيلية إلى مشارف بيروت ومحاصرة بيروت الغربية فيما تقوم ميليشيات القوات اللبنانية باقتحام بيروت الغربية والقضاء على منظمة التحرير الفلسطينية.

## المرحلة الثالثة 1982-1983

### الغزو الإسرائيلي للبنان عام 1982

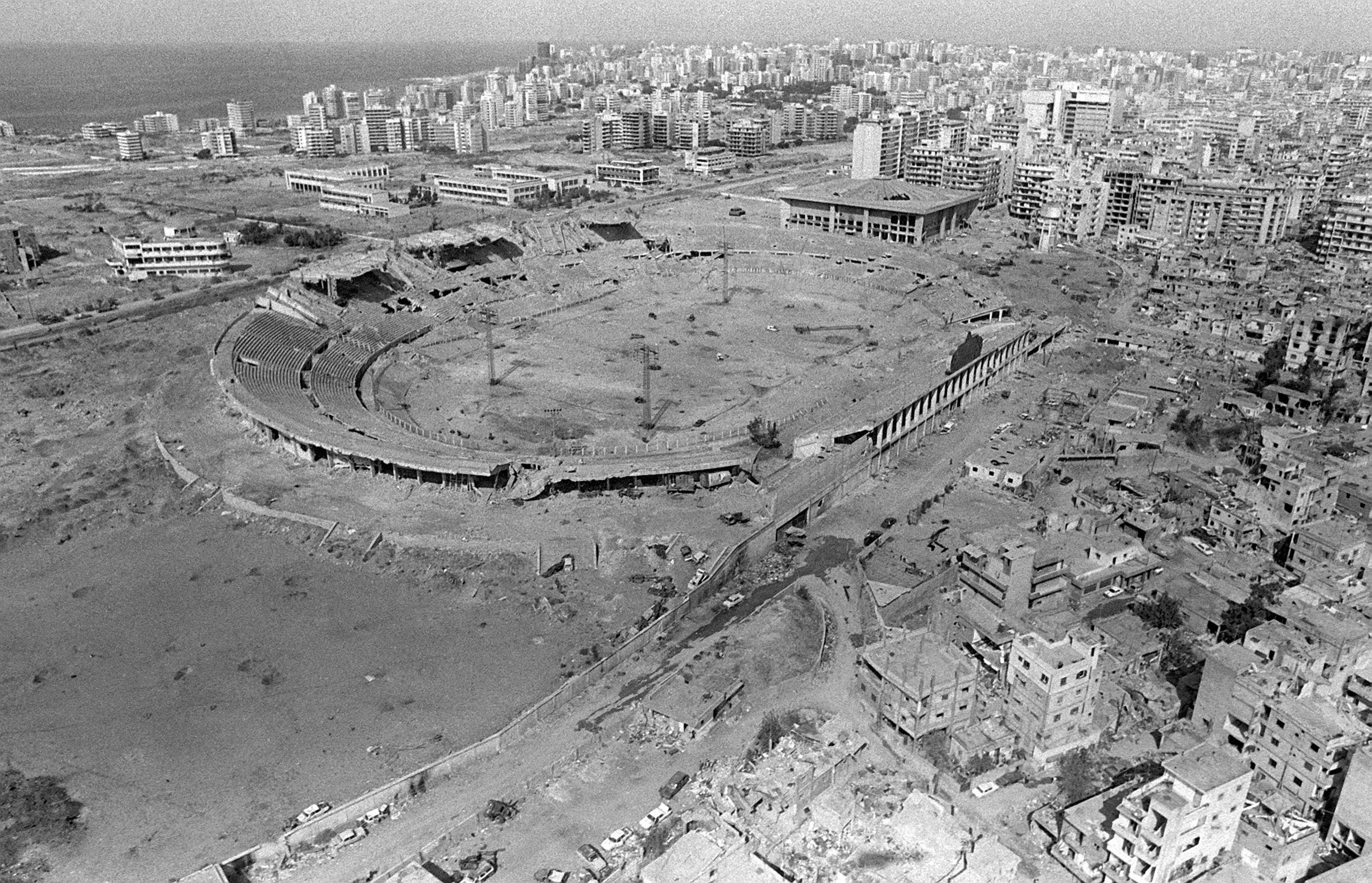
المدينة الرياضية في بيروت عام 1982م خلال الاجتياح الإسرائيلي

كانت إسرائيل قد أعدت خطة الغزو وتنتظر الذريعة لبدء تنفيذ الخطة. في 3 يونيو 1982 قامت منظمة أبو نضال بمحاولة اغتيال السفير الإسرائيلي في لندن. بالرغم من أن أبو نضال كان قد انشق من فتح ومنظمة التحرير الفلسطينية بل أنه اغتال العديد من أعضاء منظمة التحرير وحاول اغتيال ياسر عرفات وأبو مازن، إلى أن إسرائيل اتخذت من العملية ذريعة لتنفيذ مخططها باجتياح لبنان والقضاء على منظمة التحرير الفلسطينية. أمر شارون وبيجن بضرب معاقل منظمة التحرير الفلسطينية والجبهة الشعبية لتحرير فلسطين في بيروت الغربية مما تسبب في مقتل 100 شخص. ردّت منظمة التحرير الفلسطينية بإطلاق الصورايخ والمدفعية من جنوب لبنان على شمال إسرائيل. كان ذلك بمثابة الذريعة المباشرة لإسرائيل بالقيام بالاجتياح.
في 6 يونيو 1982 بدأت إسرائيل غزو لبنان من حدودها الجنوبية. في غضون بضعة أيام تستولي القوات الإسرائيلة على مدن الجنوب الهامة مثل صور وصيدا، لتدخل بعد ذلك بيروت الشرقية بدعم ضمني من القادة والميليشيات المارونية. عندما اجتمعت الحكومة الإسرائيلية للموافقة على خطة الغزو، وصف شارون الخطة بأنها وصول القوات الإسرائيلية إلى 40 كم في العمق اللبناني للقضاء على معاقل منظمة التحرير الفلسطينية وخلق «منطقة أمنية موسعة» تجعل شمال إسرائيل خارج مدى صواريخ منظمة التحرير. كما ادّعى شارون أن بيروت هي خارج الصورة. في الواقع، أمر رئيس الأركان رفائيل إيتان ووزير الدفاع الإسرائيلي أرئيل شارون القوات الإسرائيلية بالتوجه مباشرةً إلى بيروت وفقاً لخطة وضعها شارون في سبتمبر 1981.

### حصار بيروت
بحلول 15 يونيو كانت القوات الإسرائيلية تعسكر خارج بيروت. طالبت الولايات المتحدة منظمة التحرير بالخروج من لبنان. أصدر شارون الأوامر بشن غارات على بيروت الغربية لاستهداف 16,000 من الفدائيين الفلسطينيين المُحصنين فيها. استمر حصار بيروت لمدة 7 أسابيع قطعت خلالها إسرائيل الكهرباء وإمدادات الماء والطعام عن المدينة. هاجمت القوات الإسرائيلية بيروت الغربية عن طريق البر والبحر والجو وأدّى القصف العشوائي إلى مقتل آلاف من المدنيين.
في هذه الأثناء كان فيليب حبيب مبعوث الولايات المتحدة في المنطقة يتفاوض مع إسرائيل ومنظمة التحرير الفلسطينية لإنهاء الحصار. في 12 اغسطس توصّل حبيب إلى هدنة تقتضي خروج منظمة التحرير الفلسطينية من لبنان وانسحاب القوات الإسرائيلية ووصول قوات أمريكية وفرنسية وإيطالية للإشراف على خروج مقاتلي منظمة التحرير وتأمين الحماية للمدنيين العُزَّل من الفلسطينيين.
وصلت القوات الفرنسية والأمريكية تباعاً في 21، 24 و 26 من أغسطس. في 30 اغسطس أشرفت القوات متعددة الجنسيات على خروج منظمة التحرير من بيروت بحراً إلى اليونان ومن اليونان إلى سوريا وتونس والأردن والجزائر. رغم خروج منظمة التحرير إلّا أن إسرائيل ادّعت أن 2,000 من الفدائين ما زالوا يختبؤون في مخيمات اللاجئين على أطراف بيروت. انسحبت القوات متعددة الجنسيات مبكراً من لبنان بعد إسبوعين فقط من وصولها وقبل انسحاب القوات الإسرائيلية كما كانت تنص اتفاقية وقف إطلاق النار. كان من المفترض أن تبقى القوات متعددة الجنسيات لمدة شهر.
في هذه الأثناء وفي 23 اغسطس وتحت الاحتلال الإسرائيلي، أنتُخِب بشير الجميل رئيساً بهامش بسيط وبمقاطعة النواب المسلمين للجلسة. كانت الدوائر المسلمة تتخوف من علاقة بشير بإسرائيل ودعمها له بالسلاح أثناء الحرب. في 11 سبتمبر، قابل بشير الجميل رئيس الوزراء الإسرائيلي مناحم بيجين في إسرائيل ووعده باتخاذ الخطوات لبدء علاقات دبلوماسية بين لبنان وإسرائيل بمجرد أن يتسلم رئاسة الجمهورية اللبنانية. تم اغتيال بشير في 14 سبتمبر 1982 وقبل أيّام من الموعد المحدد لتسلمه الرئاسة عندما فَجّر حبيب الشرتوني وهو عضو في الحزب السوري القومي الاجتماعي مبنى حزب الكتائب في بيروت الشرقية.

### مجزرة صبرا وشاتيلا
قام شارون وايتان بإرسال القوات الإسرائيلية إلى بيروت الغربية في خرق لاتفاقية حبيب. قامت تلك القوات بنقل 200 مقاتل من ميليشيا القوات اللبنانية بقيادة إيلي حبيقة إلى المخيمات بحجة القضاء على 2,000 من مقاتلي منظمة التحرير الفلسطينية مختبئين في المخيمات. اقتحمت القوات اللبنانية مخيمي صبرا وشاتيلا في السادسة مساءً من 16 سبتمبر وقتلت ما يقرب من 3500 فلسطيني بمساعدة الجيش الإسرائيلي الذي كان يحاصر المخيمين والذي كان يشعل القنابل المضيئة في السماء ليتمكن مقاتلي القوات اللبنانية من الرؤية طوال الليل. كان شارون وقادة الجيش الإسرائيلي يتابعون المجزرة من على سطح مبنى سفارة الكويت المطل على المخيمين. وفقاً للتقارير الإسرائيلة لم يكن وسط الضحايا «أيّاً من أعضاء منظمة التحرير الفلسطينية».
أدّت المجازر في صبرا وشاتيلا إلى سخط دولي على إسرائيل ومطالبة شعبية دولية للمجتمع الدولي للتدخل. عادت القوات متعددة الجنسيات كقوات حفظ سلام. انتخب البرلمان اللبناني أمين الجميل ليخلف أخيه في رئاسة الجمهورية اللبنانية.
في عام 1999 أصدر الحارس الشخصي السابق لحبيقة، روبير حاتم، كتابًا ادّعى فيه أنّ مجزرة صبرا وشاتيلا تم التخطيط لها بواسطة كل من حبيقة وحافظ الأسد بهدف إحراج إسرائيل

### معاهدة 17 أيار وانسحاب إسرائيل
في 17 مايو 1983 وقّع أمين الجميـّل والولايات المتحدة وإسرائيل على اتفاق ينص على انسحاب القوات الإسرائيلية من لبنان بشرط انسحاب القوات السورية.
نص الاتفاق أن «حالة الحرب بين لبنان وإسرائيل قد انتهت ولم يعد لها وجود» وهو ما جعل الاتفاقية فعلياً اتفاقية سلام. اعتبر اللبنانيون المسلمون الاتفاقية محاولة إسرائيل السيطرة الدائمة على جنوب لبنان. اعتبر البعض أمين الجميّل خائناً وأن الاتفاقية اتفاقية استسلام. كما رفضت سوريا الانسحاب.

### حرب الجبل
في أغسطس 1983، انسحبت إسرائيل من جبل الشوف؛ مزيلة الفاصل ما بين الدروز والمسيحيين لتندلع معارك عنيفة ودامية بين الحزب التقدمي الاشتراكي، مدعوماً من بعض القوى الفلسطينية، من جهة والقوات اللبنانية والجيش اللبناني من جهة أخرى. ارتفعت بسرعة وتيرة المعارك على مختلف الجبهات لترتفع معها أعداد القتلى بسرعة هائلة إذ كان يسقط مئات المقاتلين من الطرفين كل بضعة أيام. اعتبرت حرب الجبل إحدى أعنف فصول الحرب اللبنانية. انتهت المعارك بهزيمة مدوية للقوات اللبنانية وانسحاب المقاتلين المسحيين إلى بلدة دير القمر ومن ثم إلى بيروت الشرقية. ارتكبت مجازر متبادلة من الطرفين وسقط مئات الأبرياء.
من نتائج حرب الجبل أنها فتحت الطريق للمقاومة نحو الجنوب وأصبح السوريون قادرين على تسليح المقاومة كما أنها أدت إلى بداية سقوط اتفاق 17 أيار. لم تدم سيطرة الحزب الاشتراكي على مدينة سوق الغرب التي عاد وسيطر عليه الجيش اللبناني، وبقيت سوق الغرب منطقة صراع حتى دخول الجيش السوري إليها وانتهاء الحرب الأهلية اللبنانية.

### الهجمات على الأهداف الأمريكية
ما بين عامي 1983 و 1984، تم استهداف العديد من المصالح الأمريكية. في أبريل 1983 قتل 63 شخصاً في انفجار انتحاري استهدف السفارة الأمريكية في بيروت. وفي أكتوبر 1983 قتل 241 جندياً أمريكاً و 58 جندياً فرنسياً في هجوم انتحاري استهدف معسكر القوات الأمريكية والفرنسية في بيروت.
في يناير 1984، قُتل رئيس الجامعة الأمريكية في بيروت. في سبتمبر 1984 وقع هجوم آخر على السفارة الأمريكية في بيروت في مبناها الجديد الأكثر تحصيناً. أدّى التفجير إلى مقتل 7 لبنانيين وأمريكيين اثنين.
في تلك الأعوام، ظهر حزب الله كقوة شيعية تقاوم الاحتلال الإسرائيلي في الجنوب. انبثق حزب الله من صفوف حركة أمل الشيعية. تبنى حزب الله فكر الثورة الإسلامية في إيران، وحصل -منذ بداياته- على الدعم من حرس الثورة الإيرانية.

## المرحلة الرابعة 1984-1990

### حرب المخيمات
بانسحاب القوات المتعددة الجنسيات من لبنان، سيطرت حركة أمل على بيروت الغربية. في أبريل 1985، وبدعم من سوريا، هاجمت حركة أمل والحزب التقدمي الاشتراكي، المرابطون. في مايو 1985 هاجمت حركة أمل الفلسطينيين في صبرا وشاتيلا وبرج البراجنة. استمرت حرب المخيمات ما بين عامي 1985 و 1986 تم أثناءها حصار المخيمات ومنع المساعدات من الوصول إليها وتدمير المخيمات تدميراً شبه كليّ.

### حكومة ميشال عون وحرب التحرير
قبيل انتهاء فترة رئاسة أمين الجميل في 1988، وعند اجتماع مجلس النواب اللبناني لانتخاب رئيس جديد، كان الانقسام على أشدّه، ما أفشل الجهود للاتفاق على رئيس جديد، وأدخل البلاد في مأزق دستوري، سلّم الرئيس أمين الجميل الجنرال ميشال عون -عماد الجيش اللبناني آنذاك- منصب رئاسة الجمهورية حسب تفسيره للدستور اللبناني، بينما أصرت الكتل الوطنية والإسلامية على تفسير الدستور بالشكل الذي ينص على تولي رئيس الوزراء مهمات رئيس الجمهورية لحين انتخاب رئيس جديد. بذلك أصبح للبنان رئيسين وحكومتين، حكومة عسكرية مسيحية في بيروت الشرقية مدعومة من النظام العراقي، وحكومة مدنية مسلمة في بيروت الغربية مدعومة من سوريا.
في مارس 1989، بدأ ميشال عون بحرب ضد الجيش السوري سماها «حرب التحرير»، وادّعى أنه يحارب من أجل استقلال لبنان. تخللت المعارك معارك داخلية بين المسيحيين أنفسهم، حيث قام الجيش بمقاتلة القوات اللبنانية بقيادة سمير جعجع للسيطرة على أحياء جونية ومنطقة الميناء ومحطة الكهرباء والمطار الخاص. كان الدعم العسكري والاستخباراتي الكبير الذي حصل عليه عون من العراق، والدعم المالي والإعلامي من منظمة التحرير الفلسطينية، إضافة إلى عدم تدخل حزب الله في القتال، عوامل إيجابية؛ مكنت العماد عون من الصمود أمام الجيش السوري وحركة أمل والحزب التقدمي الاشتراكي وألوية الجيش التي دعمت سليم الحص، إلى أن تسبب دخول العراق للكويت في دفع المجتمع الدولي للإسراع في إنهاء حرب لبنان. أدّت هذه الحرب إلى تدمير كبير لبيروت الشرقية، وهجرة كبيرة للسكان المسيحيين.

### اتفاق الطائف
في أغسطس 1989 توصّل النواب اللبنانيون في الطائف بوساطة السعودية إلى اتفاق الطائف الذي كان بداية لإنهاء الحرب الأهلية. لدى عودة النواب اللبنانيين من مدينة الطائف انتـُخب رينيه معوض رئيساً للجمهورية، ولكن ميشال عون رفض الاعتراف بمعوّض ورفض اتفاق الطائف، وذلك لأن الاتفاق يقضي بانتشار سوري على الأراضي اللبنانية. قُتل رينيه معوّض بعد انتخابه بـ 16 يوم وخلفه إلياس الهراوي. رفض ميشال عون الاعتراف بإلياس الهراوي أيضاً. تم إقصاء ميشال عون من قصر بعبدا الرئاسي؛ وإعدام المئات من أنصاره في أكتوبر عام 1990، بعملية لبنانية-سورية مشتركة وبمباركة أمريكية، حيث فرّ ولجأ إلى السفارة الفرنسية، وتوجّه من بعدها إلى منفاه في باريس.

### إنهاء الحرب
انتهت الحرب الأهلية اللبنانية بإقصاء ميشال عون، وتمكين حكومة إلياس الهراوي، وبإصدار البرلمان اللبناني في مارس 1991 لقانون العفو عن كل الجرائم التي حصلت منذ 1975. في مايو حُلت جميع الميليشات؛ باستثناء حزب الله، وبدأت عملية بناء الجيش اللبناني كجيش وطني غير طائفي.

## أعمال ادبية
- روايات عن الحرب الأهلية اللبنانية.

## وصلات خارجية
وثائقي «حرب لبنان» من إنتاج الجزيرة في عام 2001 من خمسة عشر جزءً